# Freie Theologische Hochschule Gießen
Die Freie Theologische Hochschule Gießen (FTH) (früher Freie Theologische Akademie (FTA)) ist eine staatlich anerkannte theologische Hochschule in Gießen mit evangelikaler Prägung. Sie gehört mit knapp 200 Vollzeitstudierenden zu den größten theologischen Ausbildungsstätten im deutschsprachigen Hochschulbereich.
Die FTH bezeichnet sich als „bibeltreu, wissenschaftlich und praxisnah“ und arbeitet im Rahmen der Evangelischen Allianz. Die Studenten kommen aus verschiedenen Landes- und Freikirchen. Viele Absolventen (bisher über 1000) werden hauptamtliche Mitarbeiter in Freikirchen oder landeskirchlichen Gemeinschaften, andere werden als Missionare, Bibelschullehrer, theologische Dozenten oder in ähnlichen Berufen (derzeit in über 40 Ländern) tätig.

## Allgemeine Informationen
Die FTH wurde 1974 in Seeheim als FTA durch den Gründungsrektor Cleon Rogers jun. gegründet. 1975 wurde ihr durch das Wissenschaftsministerium in Hessen Studienförderung (BAföG) nach der Kirchenberufeverordnung gewährt. 1981 zog sie in die Rathenaustraße nach Gießen. Nach einem Umzug befand sie sich von 1986 bis 2001 im Schiffenberger Weg. Heute befindet sich ihr Campus wieder in der Rathenaustraße. Rektor war von 1994 bis 2015 Helge Stadelmann. Im Jahr 2016 übernahm Stephan Holthaus das Rektorat. Das neue Hauptgebäude wurde 2022 fertiggestellt.

## Studium und Abschlüsse

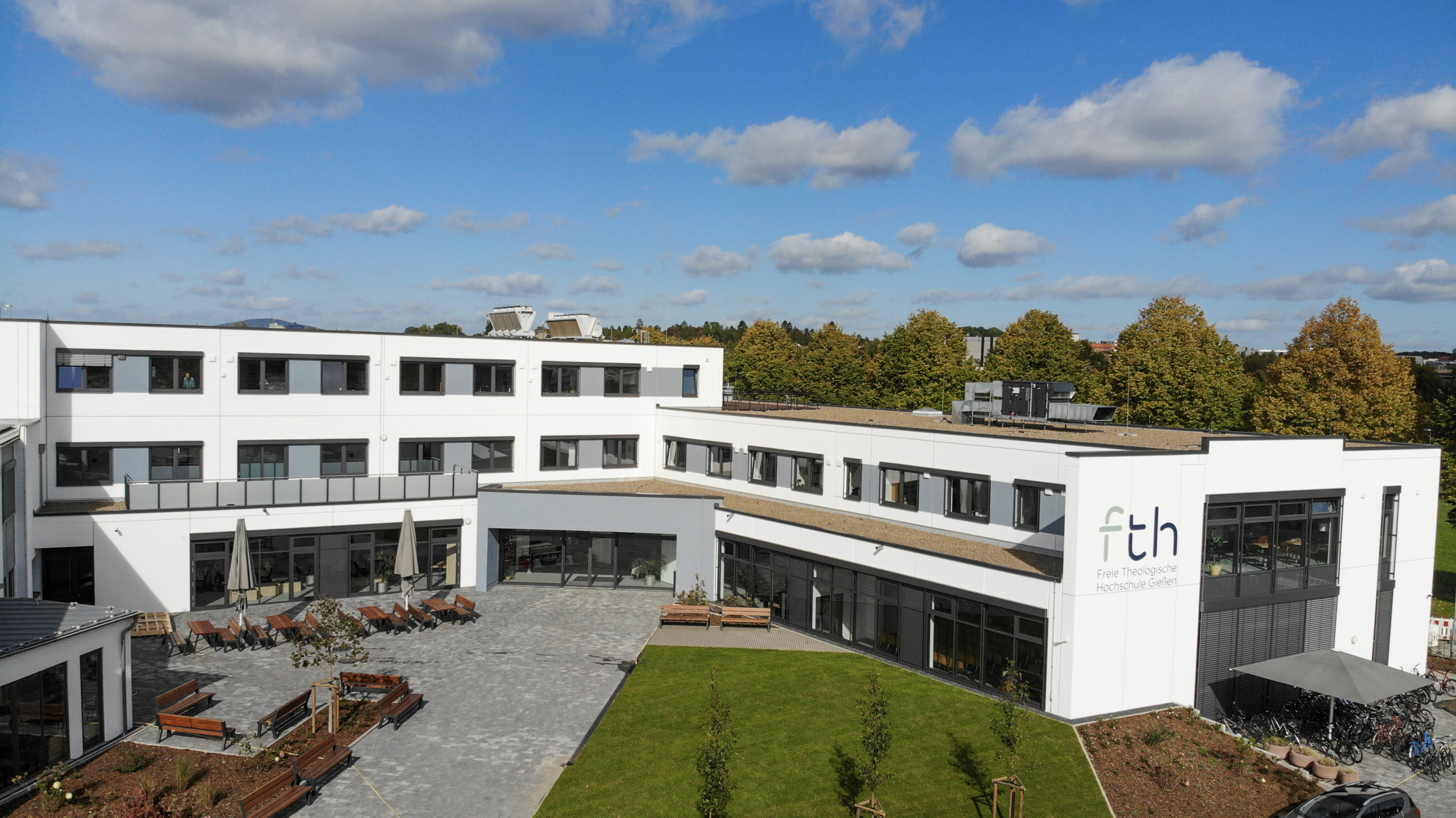
Das Hauptgebäude der Freien Theologischen Hochschule (2022)

Neben den sechs Teildisziplinen der Theologie bietet sie als Bezugswissenschaften „Islamwissenschaft“ sowie „Philosophie“ an.
Das Studienangebot umfasst zwei modularisierte Studiengänge in Evangelischer Theologie – einen sechssemestrigen B.A. (180 ECTS-Punkte) und einen konsekutiven viersemestrigen M.A. (120 ECTS-Punkte). Externe Studienleistungen in Bezugswissenschaften sind bis zu einem Umfang von 20 ECTS darauf anrechenbar.
Eingangsvoraussetzung sind die Allgemeine Hochschulreife oder sonstige Zugangsberechtigungen nach dem Hessischen Hochschulgesetz (§ 54 HHG). Zur Verleihung des Doktorgrades ist die FTH derzeit nicht berechtigt, startete 2019 aber ein kooperatives Promotionsprogramm in Zusammenarbeit mit anderen Hochschulen. Gemäß Wissenschaftsrat bildet die FTH Gießen vorrangig pastorales Personal für Freikirchen aus; die „theologische Arbeit“ sei „auf die Erfordernisse der freikirchlichen Gemeindepraxis fokussiert“.
Laut Beschluss des evangelisch-theologischen Fakultätentages vom Oktober 2010 werden Studienleistungen an akkreditierten Hochschulen in freikirchlicher oder freier Trägerschaft für den Studiengang zum Ersten Theologischen Examen / Magister Theologiae grundsätzlich und in der Regel nicht anerkannt. Im Einzelfall können vergleichbare schriftliche Leistungen als gleichwertig eingestuft werden.
Für Studiensemester im Ausland bestehen zahlreiche offizielle Kooperationen mit ausländischen Hochschulen, seit dem Jahr 2023 eine mit dem Regent College im kanadischen Vancouver.

## Akkreditierungsprozess

### Institution und Studiengänge
Im April 2004 wurde die staatliche Anerkennung (Akkreditierung) als Hochschule beim Wissenschaftsministerium in Hessen beantragt. Der Wissenschaftsrat veröffentlichte am 8. Mai 2008 eine Stellungnahme zur Akkreditierung der FTH (vormals FTA). Darin hielt die entsprechende Arbeitsgruppe des Wissenschaftsrates fest, dass Lehre und Forschung der FTH den wissenschaftlichen Maßstäben einer Hochschule entsprechen, und empfahl dem Land Hessen die Prüfung der angestrebten „Zwischenstellung zwischen universitärer Hochschule und Fachhochschule“. Der Wissenschaftsrat sprach die institutionelle Akkreditierung für fünf Jahre aus. Für die Akkreditierung stimmten 17 der 18 Mitglieder der Arbeitsgruppe des Wissenschaftsrates.
Das Land Hessen erteilte zum 1. Oktober 2008 die Hochschulgenehmigung für fünf Jahre und sprach im November 2010 die Anerkennung als „staatlich anerkannte Hochschule“ aus, die 2018 in eine unbefristete Anerkennung umgewandelt wurde. Nach der Akkreditierung der Studiengänge am 18. Mai 2010 durch die Agentur für Qualitätssicherung durch Akkreditierung von Studiengängen (AQAS e. V.) für fünf Jahre erfolgte am 24. Mai 2016 die Reakkreditierung der beiden Studiengänge Evangelische Theologie (Bachelor of Arts/Master of Arts) für weitere sieben Jahre (bis 2022). Am 28. Oktober 2013 wurde durch den Wissenschaftsrat die institutionelle Reakkreditierung für die Dauer von drei Jahren ausgesprochen. Nach Feststellung der Erfüllung der Auflagen am 11. März 2015 galt die Reakkreditierung bis 2018 und wurde im April 2018 für fünf weitere Jahre ausgesprochen. 2023 akkreditierte die Stiftung Akkreditierungsrat beide Studiengänge im Rahmen einer Programmakkreditierung bis 2030. Ebenfalls 2023 reakkreditierte der Wissenschaftsrat die Hochschule um fünf Jahre und bei der fristgerechten Erfüllung zweier Auflagen um weitere fünf Jahre mit der Aussicht auf eine unbefristete Akkreditierung.

### Professuren
Im Jahr 2010 wurden der FTH vom Land Hessen die erste Professuren verliehen. Armin Daniel Baum erhielt eine W-2-Professur für Neutestamentliche Wissenschaft und Heiko Frank Wenzel eine interdisziplinäre Professur für Altes Testament und Islamwissenschaft (bis 2020). Die 2012 neu eingerichtete Professur für Praktische Theologie bekleidet Helge Stadelmann. Auf die zum Sommersemester 2014 neu eingerichteten Professuren für Systematische Theologie und Theologiegeschichte und für Missionswissenschaft und Interkulturelle Theologie wurden Christoph Raedel und Friedemann Walldorf berufen. Mit der Berufung Ulrike Treuschs auf den neu eingerichteten Lehrstuhl für Historische Theologie waren zum Wintersemester 2014/2015 alle theologischen Fachbereiche durch eine volle Professur in Forschung und Lehre abgedeckt. Im Jahr 2015 übernahm Stephan Holthaus die neu eingerichtete Professur für christliche Ethik und Apologetik mit Schwerpunkt auf Wirtschaftsethik, im Jahr 2017 Christof Sauer den „Stiftungslehrstuhl für Religionsfreiheit und die Erforschung der Christenverfolgung“ (bis 2022), im Jahr 2019 Carsten Ziegert eine weitere Professur für Altes Testament und Philipp Bartholomä eine Professur für Praktische Theologie mit Schwerpunkt Gemeindeaufbau sowie 2020 Joel White eine weitere Professur für Neues Testament. Volker Kauder wurde 2022 zum Honorarprofessor ernannt und lehrt in den Bereichen Politische Ethik und Religionsfreiheit.

## Bekenntnisgrundlage
Im Laufe des Akkreditierungsverfahrens änderte die FTH ihre Bekenntnisgrundlage und erfüllte damit eine der Bedingungen des Wissenschaftsrates nach Forschungsfreiheit, in dessen Bericht es dazu heißt:

„Die FTA bekennt sich in ihrer Glaubensbasis zwar unverändert «zur göttlichen Inspiration der Heiligen Schrift, ihrer völligen Zuverlässigkeit und höchsten Autorität in allen Fragen des Glaubens und der Lebensführung» und unterstreicht ihre Ehrfurcht vor und Liebe zur Bibel als Voraussetzung evangelikaler Theologie. Ein unbedingtes Festhalten an der Irrtumsfreiheit der Heiligen Schrift, wie sie in der sog. Chicago-Erklärung zur Irrtumslosigkeit der Bibel behauptet ist, wird von der FTA inzwischen nicht mehr als exklusiver Maßstab der Schriftauslegung verstanden. Die FTA hat damit notwendige Voraussetzungen für ein wissenschaftliches Arbeiten und eine wissenschaftliche Auslegung der Bibel an der FTA geschaffen.“

Das neue Bekenntnis der FTH stützt sich dabei auch auf Dokumente wie das Bekenntnis von Westminster und beschreibt die Bibel als irrtumsloses Gotteswort im sprachlich-geschichtlichen Menschenwort. Dies bringt aus Sicht der FTH auch deren langjährige Lesart der Chicago-Erklärung zum Ausdruck. Es sei nicht angemessen, „die Schrift anhand von Maßstäben für Wahrheit und Irrtum zu messen, die ihrem historischen Ursprung und ihrem Zweck fremd sind“ (aus Artikel 13).
Die FTH erkennt das Apostolische Glaubensbekenntnis und die Glaubensgrundsätze der Evangelischen Allianz an. Sie bekennt sich zum Glauben an die Inspiration, Irrtumslosigkeit und menschliche Gestalt der Bibel und befürwortet eine historische, literarische und philologische Erforschung der biblischen Schriften, um den jeweiligen geschichtlichen Kontexten, den Persönlichkeiten der biblischen Schreiber und den verschiedenen literarischen Gattungen der biblischen Texte gerecht zu werden. Darüber hinaus stützt sie sich auf Dokumente wie die Lausanner Verpflichtung von 1974, welche Christen dazu auffordert, aus ihren „kirchlichen Ghettos“ auszubrechen, sich für die Evangelisierung nichtchristlicher Gesellschaftsbereiche einzusetzen und auch ihrer sozialen Verantwortung gerecht zu werden.

## Finanzierung
Die Finanzierung erfolgt zu 60 % aus Spendengeldern sowie zu jeweils 20 % aus Studiengebühren und Mieteinnahmen. Als private Hochschule erhält die FTH keine staatlichen oder kirchlichen Zuwendungen. Die FTH ist organisatorisch als „Arbeitsbereich“ dem Förderverein für evangelikale Theologie und Ausbildung (FTA e. V.) unterstellt, der unter anderem auch eine Fachbuchhandlung auf dem Gelände, das Institut für Ethik & Werte und das Institut für Israelogie betreibt.

## Kollegium

### Professoren
- Philipp Bartholomä: Praktische Theologie (Abteilungsleiter)
- Armin Daniel Baum: Neues Testament (Abteilungsleiter und Prorektor für Forschung)
- Stephan Holthaus: Ethik und Apologetik mit Schwerpunkt Wirtschaftsethik (Rektor)
- Christoph Raedel: Systematische Theologie und Theologiegeschichte (Abteilungsleiter)
- Helge Stadelmann: Praktische Theologie (Seniorprofessor)
- Ulrike Treusch: Historische Theologie (Abteilungsleiterin)
- Friedemann Walldorf: Missionswissenschaft und Interkulturelle Theologie (Abteilungsleiter)
- Joel White: Neues Testament
- Carsten Ziegert: Altes Testament

### Honorarprofessoren
- Bernd Wannenwetsch: Systematische Theologie und Ethik
- Volker Kauder: Politische Ethik und Religionsfreiheit[22]

### Hochschuldozenten
- Dejan Aždajić: Praktische Theologie
- Meiken Buchholz: Missionswissenschaft und Interkulturelle Theologie
- Walter Hilbrands: Altes Testament (Abteilungsleiter und Dekan)
- Carsten Polanz: Islamwissenschaft
- Jan Carsten Schnurr: Historische Theologie
- Berthold Schwarz: Systematische Theologie

### Emeriti
- Edith Düsing: Philosophiegeschichte
- Rolf Hille: Systematische Theologie (Honorarprofessor)
- Klaus W. Müller: Missionswissenschaft
- Lutz E. von Padberg: Historische Theologie
- Helmuth Pehlke: Altes Testament, Semitische Sprachen, Archäologie des biblischen Kulturraumes
- Cleon Rogers III: Altes Testament und Semitische Sprachen
- Heinrich von Siebenthal: Biblische Sprachen und Neues Testament (Honorarprofessor)

Zusätzlich lehren außerplanmäßige Professoren und Gastwissenschaftler.
Für Persönlichkeitsentwicklung steht FTHplus zur Verfügung.